# Ötz (rivier)
De Ötz (of Ötztaler Ache) is een rechterzijrivier van de Inn in het Ötztal in de Oostenrijkse deelstaat Tirol.
De grootste zijrivier van de Inn, die bovendien het meeste water afvoert, ontstaat bij Zwieselstein door de samenloop van de Venter Ache en de Gurgler Ache. Tussen het dorpsdeel Ötztal-Bahnhof van de gemeente Haiming en Roppen mondt de rivier in de Inn. De Ötz werd in 1259 voor het eerst vermeld (fluvius dictus Ez, Latijn voor rivier genaamd Ez).
De ongeveer 23 kilometer lange Venter Ache in het Ventertal, die in zijn bovenloop Rofenache heet, geldt als een van de waardevolste wildwaterstromen in Tirol. Het wilde water is geliefd bij kanovaarders en rafters. De Gurgler Ache stroomt door Obergurgl en Untergurgl.
De Ötz heeft een stroomgebied van ongeveer 984 km² (785,5 km² volgens deelstaatscijfers), waarvan 14% wordt ingenomen door gletsjers. Kenmerkend voor de rivier is de toename in afvoer in het late voorjaar (mei/juni), tot een maximale afvoer in de zomer en een sterke teruggang van de waterafvoer aan het begin van de herfst. Het waterpeil wordt sinds 1951 bijgehouden bij Tumpen in de gemeente Umhausen. De hoogst gemeten afvloed sindsdien bedroeg 501 m³/s, het gemiddelde debiet bedroeg 26,4 m³/s.
De rivier, waarover meer dan veertig bruggen liggen, heeft meerdere malen het Ötztal verwoest, wat regelmatig leidde tot maatregelen om de waterhuishouding beter te kunnen beheren. 
Op 13 augustus 2014 is de B186 Ötztalerstraße ondergelopen ter hoogte van Tumpen, waardoor het verkeer urenlang vast liep.
Dit werd veroorzaakt door de aanhoudende regen.

## foto's

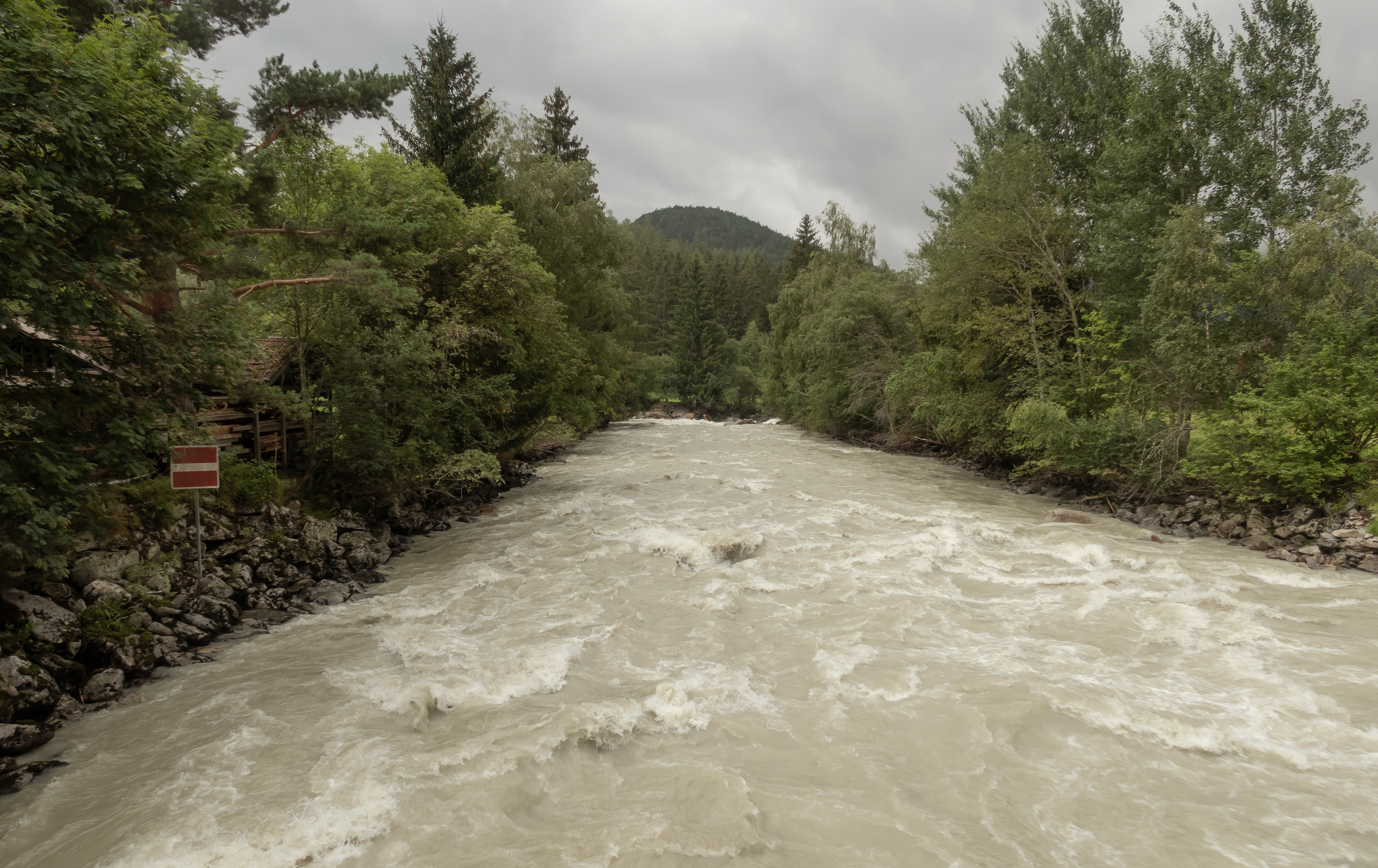
in Habichen
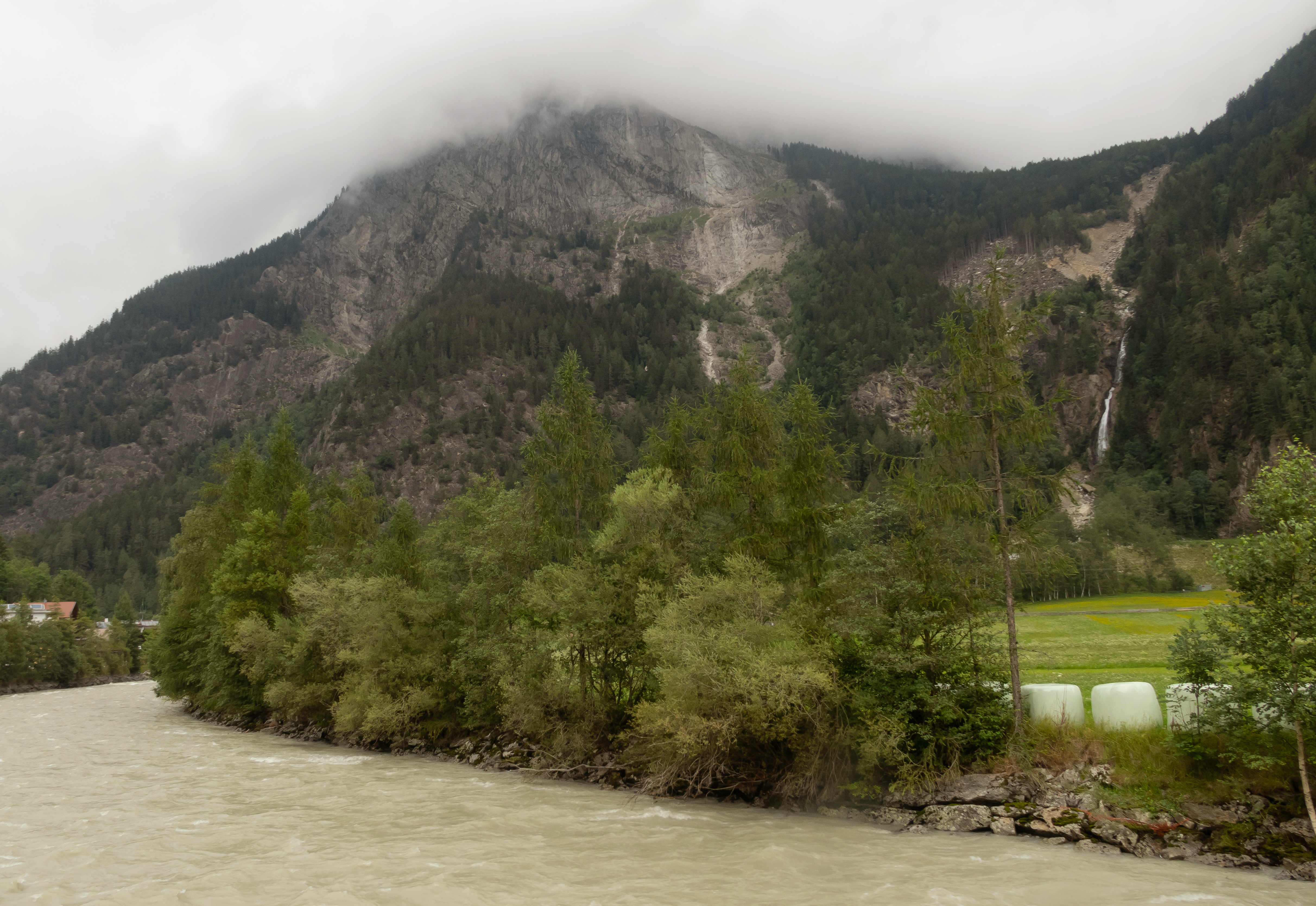
Bodele, vanaf de Riederbrücke
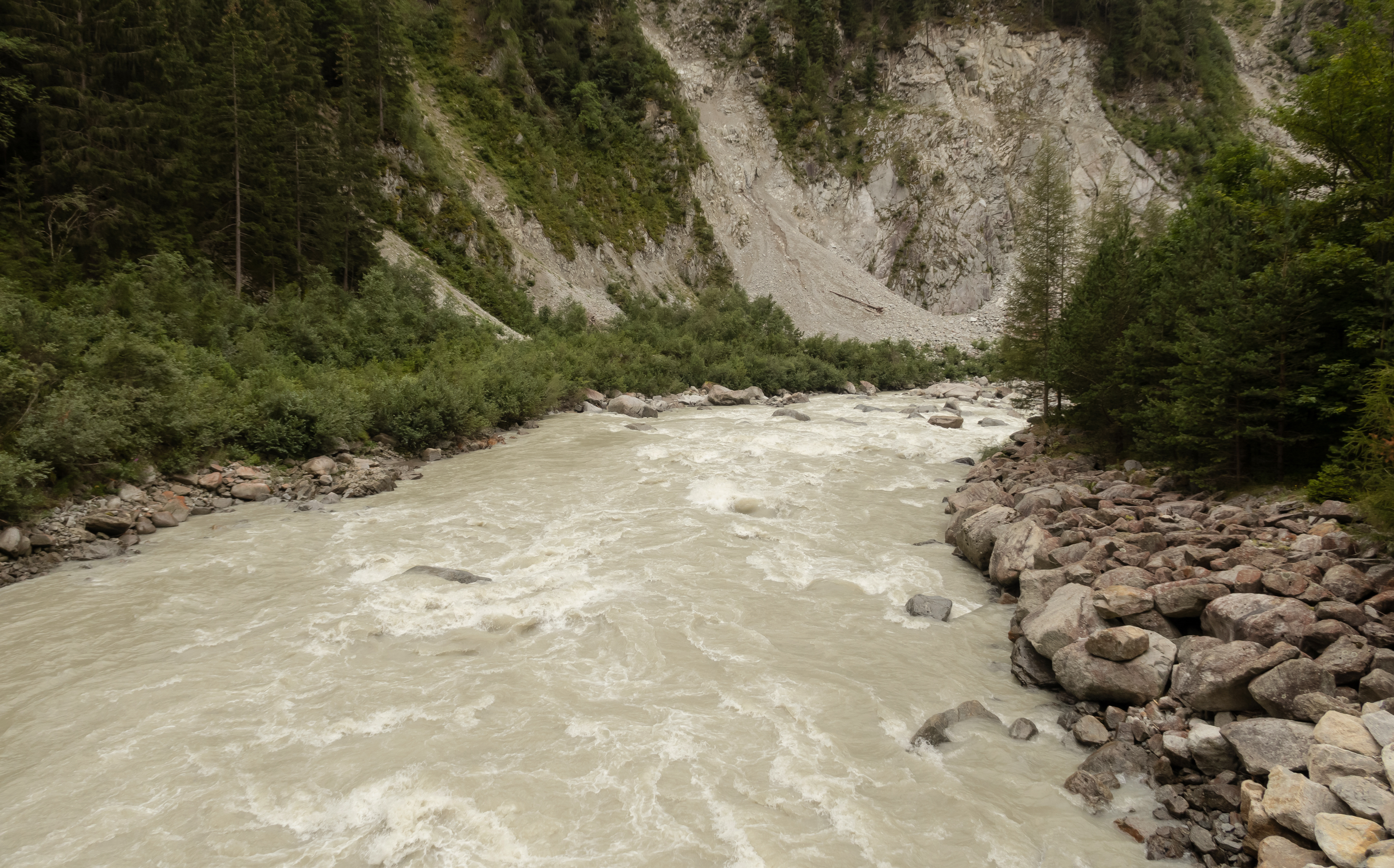
tussen Umhausen en Längenfeld
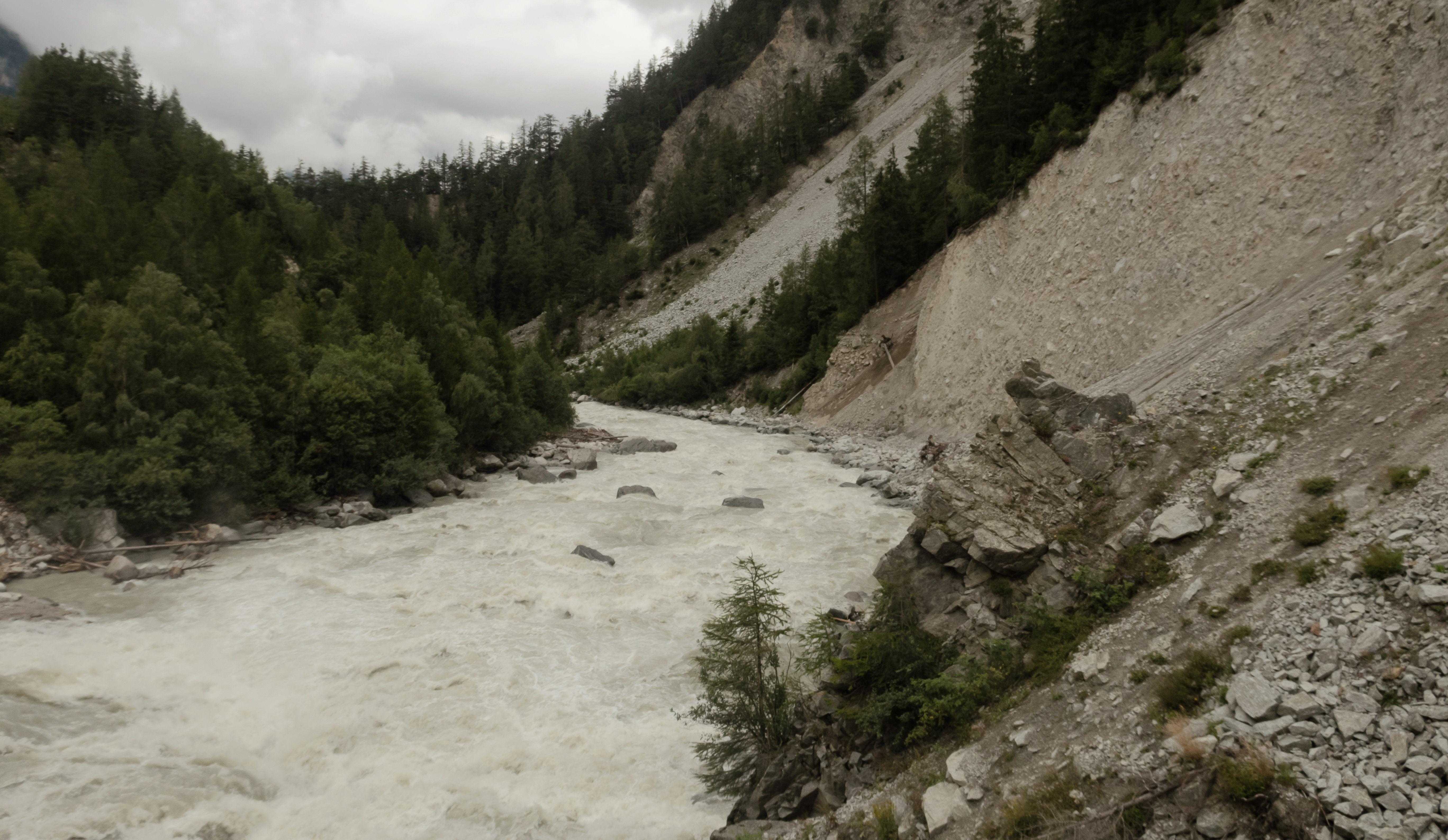
tussen Längenfeld en Umhausen, vanaf de Ferdinands Radbrücke
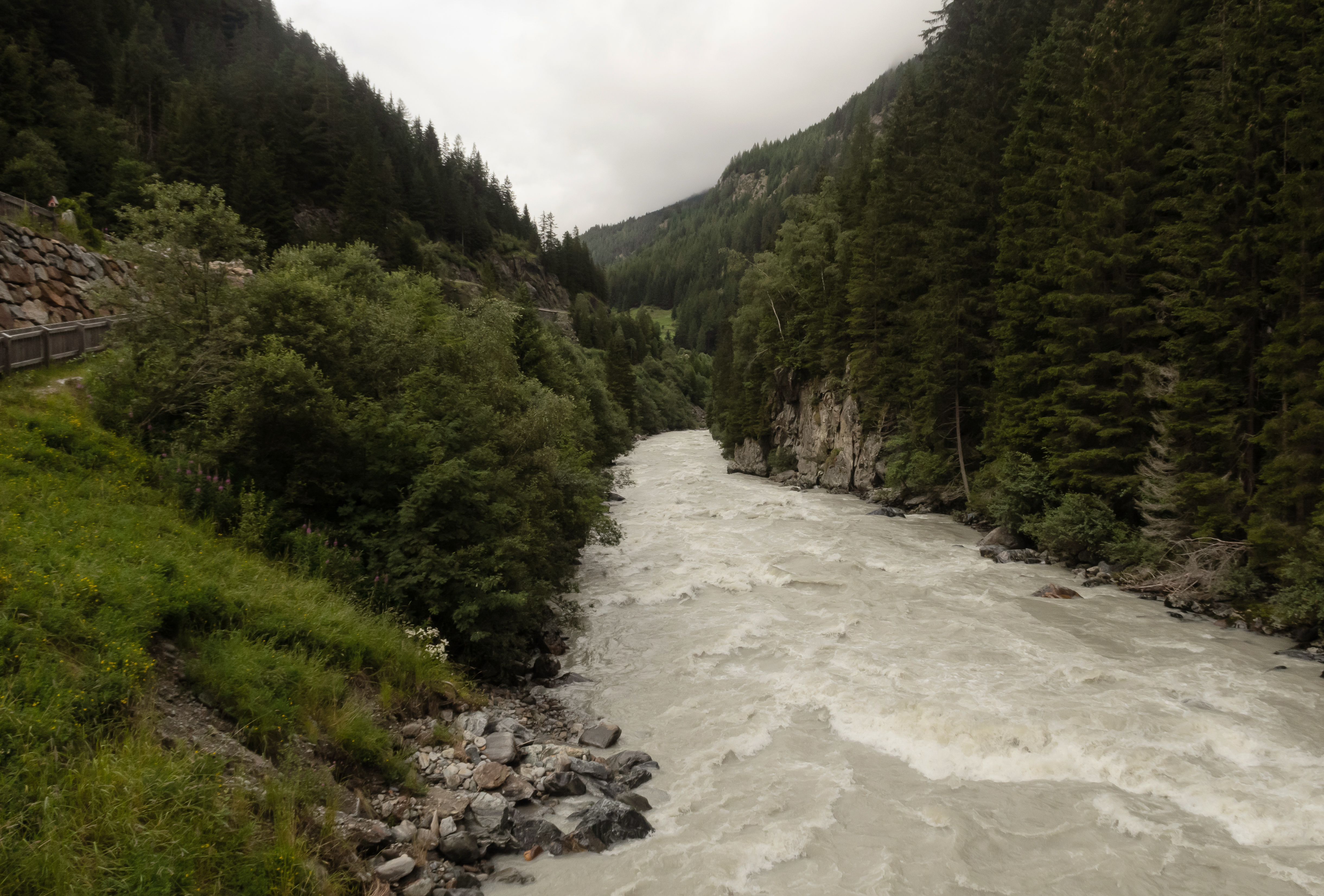
Aschbach, vanaf de Waldweg-brücke

## Belangrijke zijrivieren

### Rechterzijrivieren
Ten zuiden van Sölden mondt de Windache uit het Windachtal in de rivier Ötz. Bij Längenfeld stroomt de Fischbach uit het Sulztal in de rivier. Deze zijrivier veroorzaakt keer op keer aardverschuivingen, modderlawines en overstromingen. In Umhausen mondt de Horlachbach, die door het Horlachtal en het dorp Niederthai stroomt, in de Ötztaler Ache. In deze rivier bevindt zich ook de bekende Stuibenfall, met 150 m hoogte de hoogste waterval van Tirol. Ten noorden van Oetz voegt het water uit de Nederbach of Stuibenbach uit het Nedertal bij Kühtai zich bij de Ötz. Vlak voordat dit gebeurt, stroomt het water door de rotsspleet Auer Klamm, waardoor een waterval ontstaat die, evenals de veel hogere waterval bij Umhausen, ook de naam Stuibenfall draagt.

### Linkerzijrivieren
Bij Sölden mondt de Rettenbach in het gelijknamige dorpsdeel uit het Rettenbachtal in de Ötztaler Ache. Deze rivier wordt onder andere gevoed door het smeltwater van de Rettenbachferner. Ten zuiden van Huben, gemeente Längenfeld, stroomt de Pollesbach vanuit een ontoegankelijke rotsspleet in de rivier. In dezelfde gemeente voegt het water van de Lehnbach bij de woonkern Lehn vanaf de Innerbergalm zich met een bezienswaardige, 110 m hoge waterval (de Lehner Wasserfall) bij de Ötz. Ten noorden van Umhausen mondt de Leiersbach in de rivier. Voordat de Tumpenbach in het dorpsdeel Tumpen (gemeente Umhausen) zich bij de Ötztaler Ache voegt, overwint het water een grote hoogteverschil door middel van meerdere watervallen.
- Gemeinsame Normdatei: 4686227-4
- Virtual International Authority File: 240550535